# Centrum Kultury „Zamek”
Centrum Kultury „Zamek” – samorządowa instytucja kultury, której siedziba mieści się w zabytkowym budynku Zamku we Wrocławiu-Leśnicy.

## Historia obiektu i instytucji
Pałac został wybudowany w latach 1735-1740  pod kierunkiem Christopha Hacknera w stylu barokowym dla zakonu Krzyżowców z Czerwoną Gwiazdą, na miejscu renesansowego dworu, postawionego na pozostałościach kurii z 1228. W latach 1606-1610 Henryk Hornig rozbudował rezydencję i wybudował wokół fortyfikacje z cylindrycznymi bastejami, otoczonymi podwójnym pierścieniem fos z wodą. Za panowania barona Ludolfa von Weltheima-Lottuma powstał balkon z żeliwną balustradą z kartuszem zawierającym herb Veltheim-Lottum. 
Okres 1339–1945, kiedy obiekt pełnił funkcję rezydencji mieszkalnej bogatych rodów mieszczan zakończył koniec II wojny światowej, w trakcie której pałac nie uległ zniszczeniu, został jednak splądrowany i zdemolowany w 1945 r., a późniejszych zniszczeń dopełnił pożar, który strawił niemal cały budynek. W dniu Działacza Kultury w 1967 roku oficjalnie został otwarty Pałac Kultury. W kolejnych latach zmieniano nazwę, m.in. na Międzyorganizacyjny Dzielnicowy Dom Kultury Zamek czy Osiedlowy Dom Kultury. 
W 1990 Zamek został wpisany do Rejestru Instytucji Kultury pod nr 2. jako Dom Kultury Zamek. Siedem lat później – w 1997 – odbyła się pierwsza edycja Jarmarku Jadwiżańskiego. W 2000 roku Instytucji nadano nowy statut i zmieniono nazwę na Centrum Kultury Zamek. W kolejnych latach odbyły się pierwsze edycje dwóch realizowanych do dziś festiwali: Festiwal literatury fantastycznej pod nazwą „Dni Fantastyki” (I edycja w 2004 r.) oraz pierwszy Wrocławski Festiwal Dobrego Piwa (I edycja w 2010 r.). Do lat 90. XX wieku działały tu również Kino Zamek, Filia Miejskiej Biblioteki we Wrocławiu oraz kawiarnia. Od 2001 r. dyrektorem CK „Zamek” jest Elżbieta Lenczyk.

## Działania Centrum Kultury „Zamek”

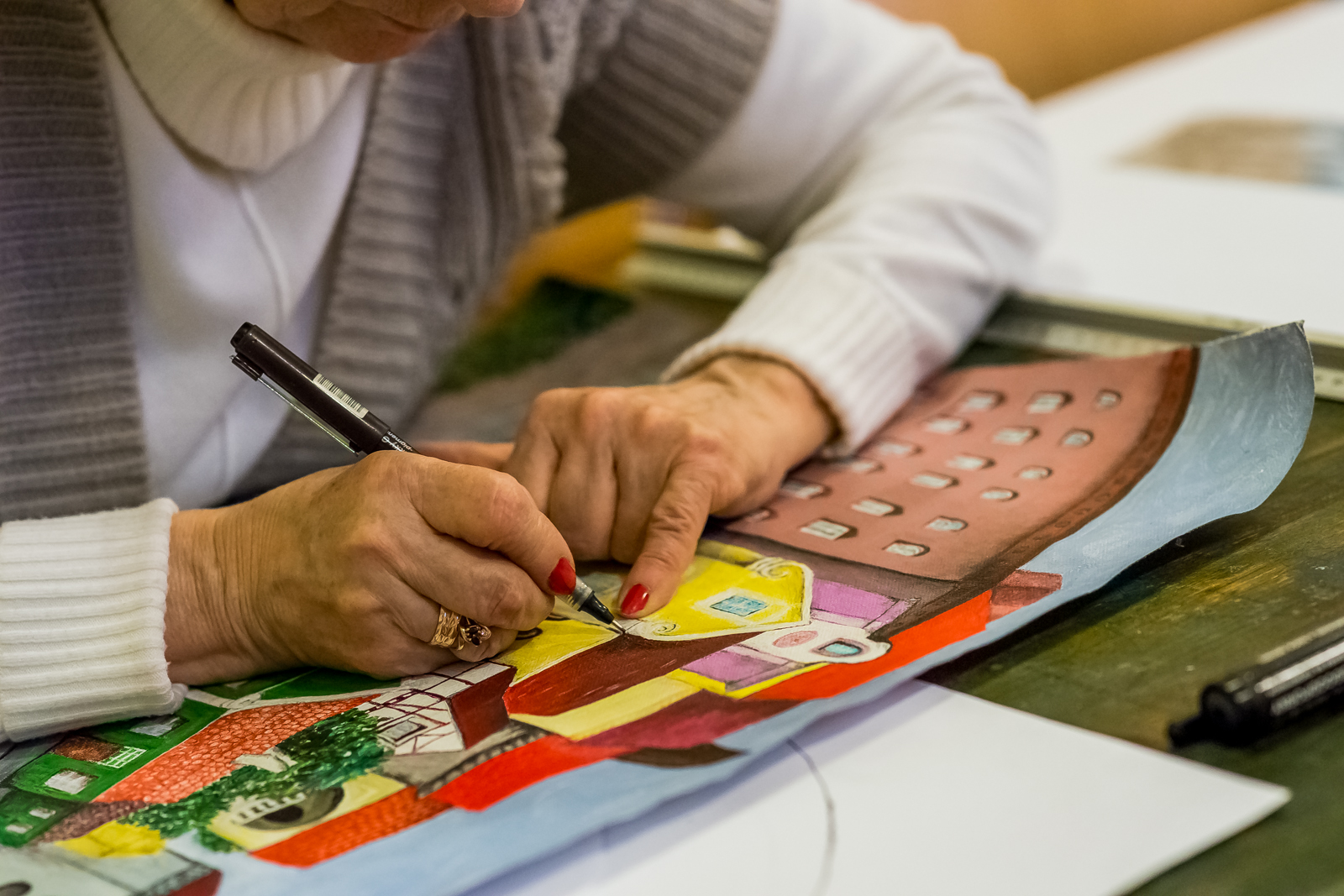
Centrum Kultury „Zamek” – zajęcia

Centrum Kultury „Zamek” jest organizatorem spotkań literackich, koncertów, spektaklów teatralnych, wystaw sztuki zarówno współczesnej, jak i tej należącej do klasyki. Autorskie projekty kulturalne takie jak np. Dni Fantastyki czy Wrocławski Festiwal Dobrego Piwa stały się wizytówką Centrum.

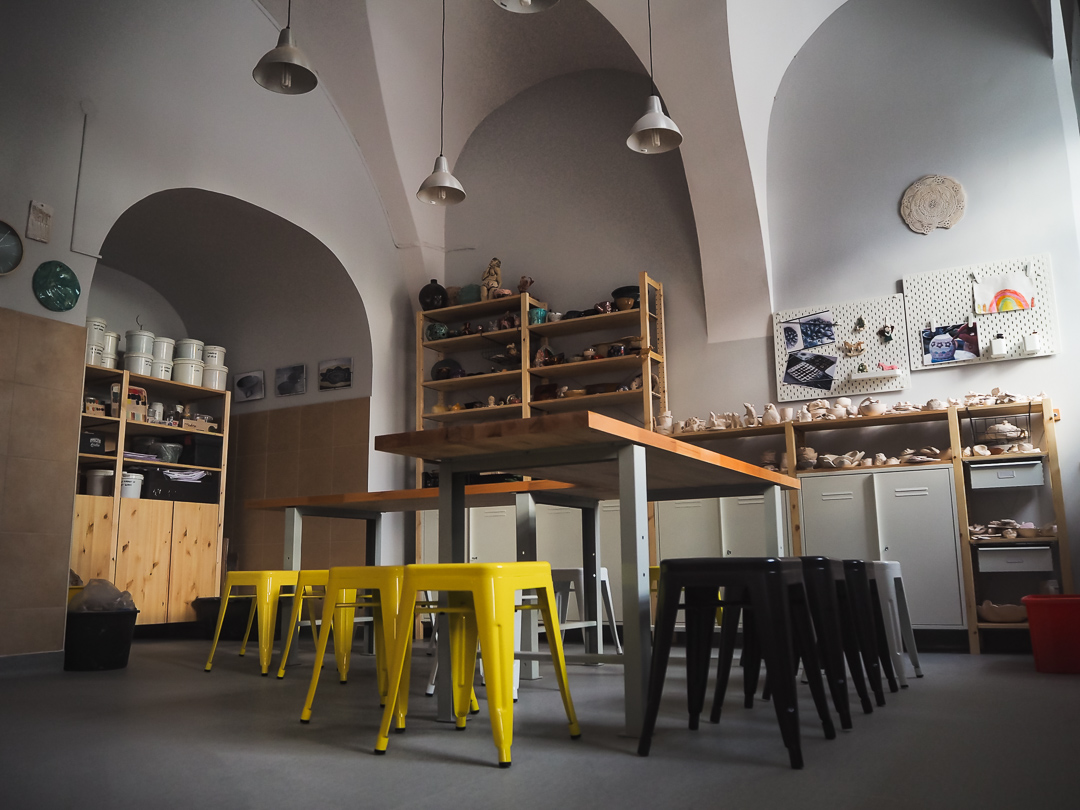
Pracownia ceramiczna w Zamku

### Jarmark Jadwiżański
Jarmark Jadwiżański to plenerowa impreza inspirowana czasami średniowiecza, organizowana od 1997 roku, początkowo jako festyn, później nazywana już jarmarkiem. Odbywa się na początku jesieni, z okazji święta Jadwigi Śląskiej, która, będąc żoną Henryka I Brodatego, przebywała w Leśnickim Zamku w pierwszej połowie XIII w. i spędziła w nim kilka lat swojego życia.
Jarmark gromadzi fanów kultury średniowiecza oraz miłośników dobrej, plenerowej zabawy. Coroczna obecność zapraszanych bractw rycerskich, które prezentują się w pokazach walk, broni oraz średniowiecznych konkursach, przynoszą uczestnikom niezapomniane wrażenia. Publiczność bawi się aktywnie uczestnicząc w turniejach plebejskich, prezentacjach rzemiosła ludowego oraz sztuki użytkowej. Wokół zamku krążą linoskoczkowie, kuglarze i wędrowni artyści. Na jarmarku swoje towary wystawiają kramarze oraz przedstawiciele rzemiosł dawnych, m.in.: tkacze, bednarze, pszczelarze, złotnicy, natomiast w amfiteatrze zamkowym występują zespoły muzyki dawnej oraz grupy teatralne ze średniowiecznymi widowiskami.

### Dni Fantastyki
Dni Fantastyki (kryptonim: DF) to najstarsza impreza fantastyczna na Dolnym Śląsku – pierwsza jej edycja odbyła się w 2004 roku. Od tamtego czasu, z roku na rok przyciąga coraz więcej zarówno uczestników, jak i gości – pisarzy, filmowców, aktorów, w skrócie – twórców fantastyki.

### Wrocławski Festiwal Dobrego Piwa
Wrocławski Festiwal Dobrego Piwa to impreza promująca oryginalne i niepowtarzalne piwa z małych oraz średnich browarów polskich i zagranicznych. Prócz degustacji Festiwal stwarza okazję do poznania historii piwa, jego gatunkach i stylach czy nauki samodzielnego warzenia trunku.
Historia Wrocławskiego Festiwalu Dobrego Piwa sięga 2010 roku. Jego inicjatorkami są Joanna Boś, organizator imprez w Centrum Kultury „Zamek” oraz Agnieszka Wołczaska-Prasolik, twórczyni Wrocławskich Warsztatów Piwowarskich. Cztery pierwsze edycje Festiwalu odbywały się przy Zamku Leśnickim – siedzibie Organizatora – wrocławskiego Centrum Kultury „Zamek”. Ze względu na zwiększającą się liczbą gości i wystawców, w roku 2014 Festiwal przeniesiono na esplanadę Stadionu Wrocław.

### Noc Świętojańska
Noc Świętojańska po raz pierwszy została zorganizowana w Leśnicy w połowie lat 70. i z krótkimi przerwami odbywa się do dzisiaj. Obecnie stanowi jedną z imprez odbywających się w ramach obchodów Święta Wrocławia.
Leśnicka Noc Świętojańska ma charakter pikniku rodzinnego, który odbywa się w najbliższym otoczeniu Zamku: na tarasach, w amfiteatrze i parku krajobrazowym. Każdy uczestnik Nocy Świętojańskiej, ma okazję poznać starosłowiańskie obrzędy związane z wiarą w moce natury. Plecenie i puszczanie wianków w nurt rzeki oraz skoki przez ognisko należą do najważniejszych punktów programu imprezy. Stałym elementem jest Jarmark Świętojański, na którym można nabyć ekologiczne, regionalne produkty wytwarzane na skalę lokalną. Uczestnicy mają okazję posłuchać zespołów grających muzykę z kręgu folk i etno oraz obejrzeć widowisko plenerowe każdorazowo związane z mitologią najkrótszej nocy roku.

### Festiwal Herbaty „Czaisz?”
Festiwal poświęcony tematyce herbaty. W programie imprezy znajdują się warsztaty, cykle prelekcji związane z herbatą i kulturą picia, degustacje i pokazy, a także trunki okołoherbaciane jak kombucha czy piwo z herbatą. Pojawiają się herbaciani kupcy ze swoimi sortami i gatunkami tej rośliny, ceramicy specjalizujący się w naczyniach do herbaty oraz stoiska z kuchnią azjatycką. Interesującą atrakcją festiwalu jest Otwarty Turniej Toucha (Tōcha 闘茶) – jest to japońska gra polegająca na odgadywaniu rodzajów herbaty po wyglądzie, zapachu i smaku naparu.

### Manufaktura Świąteczna
Manufaktura Świąteczna to przedświąteczne warsztaty rękodzielnicze w Centrum Kultury „Zamek”, które odbywają się dwa razy do roku – przed Wielkanocą i Bożym Narodzeniem. Ich uczestnicy tworzą ozdoby świąteczne, własnoręcznie przygotowują upominki. Warsztatom towarzyszy mini jarmark, na którym można kupić świąteczne dekoracje, prezenty i produkty regionalne.

### Wybrane projekty dofinansowane ze środków zewnętrznych
| Rok  | projekt dofinansowany ze środków zewnętrznych |
| ---- | --- |
| 2021 | Zaproś nas do siebie, program sfinansowany ze środków Narodowego Centrum Kultury |
| 2021 | Z Zamkiem po drodze, program Kultura dostępna, dofinansowano ze środków Narodowego Centrum Kultury |
| 2020 | Leśnicki mikrokosmos, Dom Kultury + Inicjatywy lokalne 2020, dofinansowano ze środków Narodowego Centrum Kultury |
| 2020 | Roślinodzielnia w Leśnicy, projekt pilotażowy w programie C-Change. Kultura i sztuka w walce ze zmianami klimatu |
| 2019 | Leśnickie Archiwum Społeczne, priorytet: Kultura cyfrowa, dofinansowanie ze środków Ministra Kultury i Dziedzictwa Narodowego |
| 2019 | Kultura na poziomie – zniesienie barier architektonicznych i unowocześnienie pomieszczeń na parterze Centrum Kultury Zamek, priorytet: Infrastruktura domów kultury, dofinansowanie ze środków Ministra Kultury i Dziedzictwa Narodowego |
| 2019 | Pociąg do komiksu, priorytet: Partnerstwo dla książki, lider projektu: Miejska Biblioteka Publiczna, partner projektu: CK Zamek, dofinansowanie ze środków Ministra Kultury i Dziedzictwa Narodowego                                     |

## Zajęcia
Centrum Kultury „ZAMEK” oferuje przestrzeń do poszukiwania, odnajdywania i rozwijania pasji, jest miejscem spotkań i twórczej samorealizacji. Umożliwia szlifowanie umiejętności w sztukach plastycznych, ceramice artystycznej, tańcu nowoczesnym, klasycznym, balecie, grze na instrumentach: pianinie, gitarze oraz w zajęciach rekreacyjnych: jodze, pilatesie, aerobiku.

## Wystawy

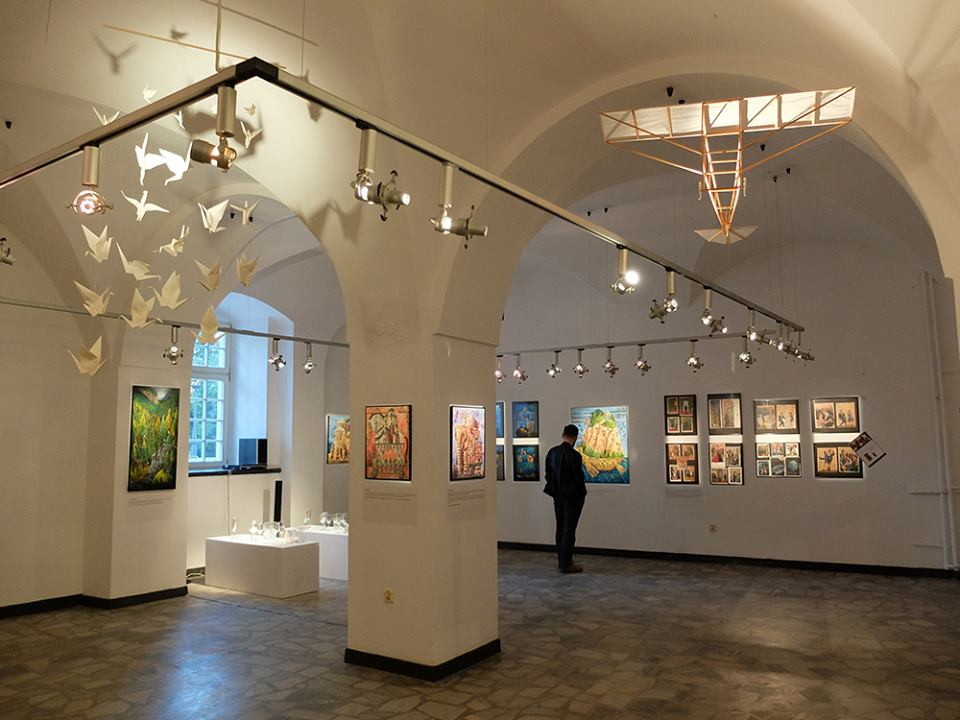
Wystawa w Galerii Zamek

Galeria ZAMEK to miejsce, w którym przedstawiane są przede wszystkim dzieła współczesnych artystów polskich i zagranicznych, reprezentujących różne nurty w sztuce współczesnej (malarstwo, rzeźba, video art, performance).
Poza głównym nurtem działalności galerii, w zamkowych przestrzeniach wystawienniczych prezentowana jest także sztuka uznanych klasyków – do tej pory można było zobaczyć prace takich artystów jak: Dali, Chagall, Picasso, Renoire, Witkacy czy Nikifor.
'Galeria Tymczasem' – komiks i ilustracja rozpoczęła swą działalność w kwietniu 2013 r. i jest miejscem gdzie regularnie wystawiani są polscy oraz zagraniczni artyści komiksowi. Prezentowanie prace są eksponowanie zarówno w formie tradycyjnej (oryginały na ścianach) jak i wielkoformatowej (druki). Powstają również zaaranżowane specjalnie do przestrzeni wystawy, nowe formy komiksowe lub przestrzenne. Galeria mieści się we wnętrzach Centrum Kultury Zamek.
W sierpniu 2014 r. jako uzupełnienie do działań Galerii otworzono również Czytelnię komiksu – Tymczasem. Zbiory Czytelni są sukcesywnie uzupełniane o najnowsze wydawnictwa związane z szeroko pojętym komiksem i ilustracją – zeszyty komiksowe, albumy o sztuce, picturebooki, powieści graficzne. Czytelnia jest miejscem spotkań komiksowych i warsztatów związanych z komiksem i fantastyką.
W 2016 roku działalność wystawiennicza zamkowych galerii (Galeria Zamek oraz Galeria Komiksu i Ilustracji Tymczasem) została doceniona nominacją do nagrody przyznawanej przez Polskie Radio Wrocław w kategorii „sztuki wiuzalne”: Centrum Kultury Zamek Wrocław-Leśnica – za kulturotwórcze działania z dala od miejskiego centrum, przyciągające publiczność o różnych zainteresowaniach.
Ekspozycja hol znajduje się na pierwszym piętrze budynku”. Tutaj pokazywani są przede wszystkim artyści stawiający pierwsze kroki na drodze twórczego rozwoju. Prezentowane są również prace uczestników zamkowych sekcji artystycznych, wystawy instytucji, grup nieformalnych i stowarzyszeń współpracujących z Centrum Kultury „Zamek” oraz ekspozycje towarzyszące wydarzeniom organizowanym przez Centrum.
W 2019 r. rozpoczęto projekt „Ściana dla ilustratora”. W przestrzeni ekspozycyjnej holu na pierwszym piętrze i parterze budynku prezentowane są prace ilustratorów i rysowników młodego pokolenia. Ma to służyć promocji młodych twórców, ale także umożliwić im kontakt z potencjalnym odbiorcą – wszystkie prezentowane prace przeznaczane są na sprzedaż.
| Nazwa galerii                           | przykładowa wystawa                                                       |
| --------------------------------------- | ------------------------------------------------------------------------- |
| Galeria Zamek                           | Edward Dwurnik „Miłość” (2016)                                            |
| Galeria Zamek                           | S.I. Witkiewicz „Witkacy” „Asymetryczna Dama” (2016)                      |
| Galeria Zamek                           | Zdzisław Beksiński „Antyfotografia”, „Bez tytułu” wystawa rysunków (2015) |
| Galeria Zamek                           | Henri Touluse-Lautrec – grafiki (2014)                                    |
| Galeria Zamek                           | Rembrandt Van Rijn – grafiki (2013)                                       |
| Galeria Tymczasem – komiks i ilustracja | Berenika Kołomycka „Wszyscy jesteśmy liskami” (2020)                      |
| Galeria Tymczasem – komiks i ilustracja | Grzegorz Rosiński „Fantastyczny Rosiński” (2019)                          |
| Galeria Tymczasem – komiks i ilustracja | Roch Urbaniak „Papiernik, czyli skąd się biorą opowieści” (2017)          |
| Galeria Tymczasem – komiks i ilustracja | Marta Frej „Memy” (2016)                                                  |
| Galeria Tymczasem – komiks i ilustracja | Daniel Chmielewski „Trakcje” (2015)                                       |
| Ekspozycja hol                          | Rafał Mikołajczyk (2021)                                                  |
| Ekspozycja hol                          | Diana Karpowicz (2019)                                                    |
| Ekspozycja hol                          | Magdalena Kościańska (2019)                                               |
| Ekspozycja hol                          | Shan Tan „Po drugiej stronie globu”                                       |
| Ekspozycja hol                          | Paweł „Totoro” Adamiec „Królowie Nadbużańscy” (2017)                      |